# Digeridoo
Ne doit pas être confondu avec le didgeridoo, l'instrument de musique aborigène.
Albums de The Aphex Twin
Selected Ambient Works 85-92 Pac-Man
(mai 1992)
Digeridoo est un EP de musique électronique de Richard D. James sous son pseudonyme d'Aphex Twin, sorti en 1992 sur le label Outer Rhythm, division de R&S Records.

## Généralités
Digeridoo marque la première utilisation par James de son alias Aphex Twin. Le maxi est sorti en deux versions, une version CD ou vinyle au Royaume-Uni et une version exclusivement vinyle en Belgique. Ces deux versions diffèrent par l'ordre des pistes et par la présence ou l'absence d'un des morceaux.
Certains morceaux proviennent de disques édités précédemment et se retrouvent sur des albums ultérieurs :
- « Digeridoo » avait été préalablement éditée en 1991 sous l'alias AFX sur l'album Analogue Bubblebath 2 sous le titre « Digeridoo (Aboriginal Mix) ».
- « Analogue Bubblebath 1 » provient du maxi Analogue Bubblebath, édité sous l'alias AFX en 1991, où elle est intitulée « Analogue Bubblebath ».
- « Digeridoo », « Analogue Bubblebath 1 », « Flaphead » et « Phloam » sont ressortis sur la compilation Classics en 1995.
- « Isoprophlex » apparaît également sur Classics, sous le titre d'« Isopropanol ».

## Style musical
Le morceau-titre, Digeridoo, est une piste d'acid house dépassant les 140 BPM, qui incarne, selon FACT, « le paradoxe entre les aspects mécanique et pastoral de la musique d'Aphex Twin ». Le son d'un didgeridoo, perceptible tout au long du morceau, est reproduit à l'aide d'un synthétiseur. Digeridoo atteint la 55e position du classement des singles britanniques et a été décrit par la suite par Rolling Stone comme préfigurant la drum and bass. James raconte qu'il a composé Digeridoo pour disperser son auditoire après une rave.

## Pistes

### CD, vinyle (Royaume-Uni, RSUK 12)
| 1.    | A1 - Digeridoo             | 7:11 |
| 2.    | A2 - Analogue Bubblebath 1 | 4:44 |
| 3.    | B1 - Flaphead              | 7:00 |
| 4.    | B2 - Phloam                | 5:33 |
| 25:15 |                            |      |

### Vinyle (Belgique, RS 9201)
| 1. | Digeridoo | 7:11 |
| 2. | Flap Head | 6:41 |

| 1. | Phloam      | 5:31 |
| 2. | Isoprophlex | 6:22 |